# Gynoplistia (Gynoplistia) orophila
Gynoplistia (Gynoplistia) orophila is een tweevleugelige uit de familie steltmuggen (Limoniidae). De soort komt voor in het Australaziatisch gebied.